# عبدالغنی جداوی
عبدالغنی جداوی (انگلیسی: Abdel Djaadaoui؛ زادهٔ ۲۷ ژوئن ۱۹۴۷) بازیکن فوتبال اهل الجزایر است.
از باشگاه‌هایی که در آن بازی کرده‌است می‌توان به باشگاه فوتبال سوشو و باشگاه فوتبال لو آور اشاره کرد.
وی همچنین در تیم ملی فوتبال الجزایر بازی کرده‌است.